# Бурк, Фил
Филипп Ричард Бурк (англ. Phillipe Richard Bourque; род. 8 июня 1962, Челмсфорд) — бывший американский хоккеист, двукратный обладатель Кубка Стэнли в составе «Питтсбург Пингвинз» (1991, 1992).

## Игровая карьера
На молодёжном уровне в течение двух сезонов играл за команду из OHL «Кингстон Канадиенс». По окончании сезона 1981/82 присоединился к клубу «Балтимор Скипджекс», который являлся фарм-клубом клуба НХЛ «Питтсбург Пингвинз».
В составе «Скипджекс» он играл пять сезонов, при этом вызываясь в НХЛ, где сыграл только 9 матчей. С середины сезона 1986/87 он стал чаще играть в НХЛ, но большую часть сезона 1987/88 играл за другой фарм-клуб «Маскигон Ламберджэкс». Со следующего сезона он закрепился в составе «Пингвинз», отыграв за эту команду четыре сезона и выиграв в составе клуба в 1991 и 1992 годах два Кубка Стэнли подряд.
Летом 1992 года в качестве свободного агента перешёл в «Нью-Йорк Рейнджерс», в котором отыграл полтора сезона.
В марте 1994 года был обменян в «Оттаву Сенаторз», за которую играл более двух сезонов, но при этом по ходу сезона 1995/96 он играл за фарм-клуб «Детройт Вайперз». По окончании сезона перешёл в «Чикаго Вулвз», за который отыграл целый сезон.
В 1997 году покинул Северную Америку и уехал играть в Европу, где играл за две немецкие команды «Розенхайм Стар Буллз» (1997—1998) и «Гамбург Крокодилез» (1998—2000), в котором по окончании сезона завершил игровую карьеру.
В составе сборной США играл на ЧМ-1984, где американцы заняли итоговое четвёртое место.

## Статистика

### Международная
| Год                  | Сборная              | Турнир               | Место                |   | И | Г | П | О | Ш |
| -------------------- | -------------------- | -------------------- | -------------------- | - | - | - | - | - | - |
| 1982                 | США                  | ЧМ                   | 4                    | 8 | 0 | 1 | 1 | 6 |   |
| Всего за сборную США | Всего за сборную США | Всего за сборную США | Всего за сборную США | 8 | 0 | 1 | 1 | 6 |   |